# جون إي. وايت
جون إي. وايت (بالإنجليزية: John E. White)‏ هو سياسي أمريكي، ولد في 13 ديسمبر 1873، وتوفي في 22 سبتمبر 1943. حزبياً، نشط في الحزب الجمهوري. وقد انتخب عضو مجلس نواب ماساتشوستس.
1. ↑  Caleb Tillinghast؛ Edmund B. Thomas، Massachusetts Legislative Biography File، OCLC:36949078، QID:Q107290461